# Starostei Draheim

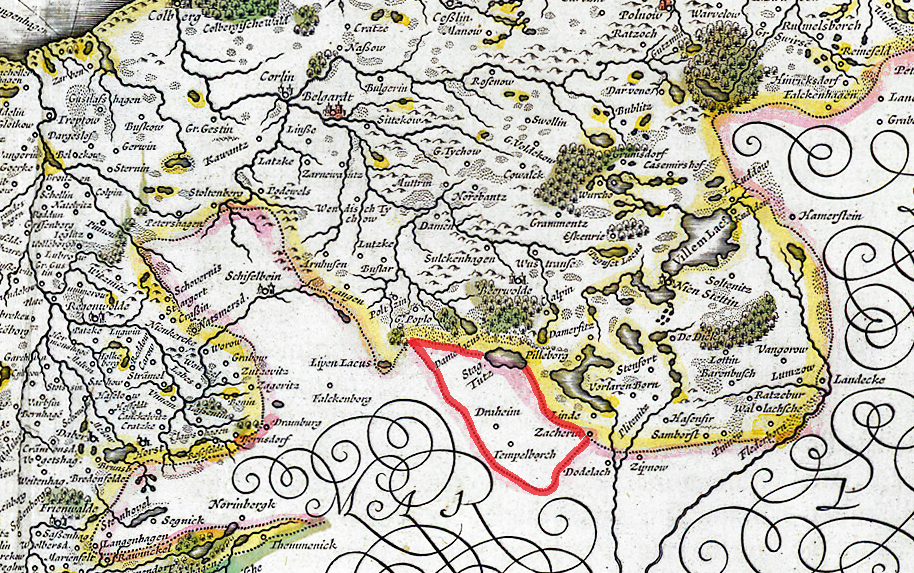
Starostei Draheim (rot umrandet) Mitte des 17. Jahrhunderts, das Gebiet ist in dieser historischen Karte (Atlas Blaeu) Polen (hellrot) zugeordnet. Zu erkennen sind die Lage an der Grenze Pommerns (gelb), die Orte Draheim und Tempelburg („Tempelborch“)

Die Starostei Draheim war eine polnische Starostei, ab 1668 im Pfandbesitz Brandenburg-Preußens. Mit der Ersten Teilung Polens 1772, mit der die Wiedervereinigung Preußens einherging, wurde sie preußisches Staatsgebiet. 

## Vorgeschichte
Das Gebiet der späteren Starostei Draheim war seit dem Mittelalter ein zwischen Pommern, Polen und Brandenburg umstrittenes Grenzgebiet. Um 1290 schenkte der polnische Herzog Premislaus II. das als verlassen („desertum“) beschriebene Land dem Templerorden, der hier die Burg und wohl auch die Stadt Tempelburg anlegte. Nach dem Verbot des Templerordens 1312 wurde das Gebiet zur Kommende Tempelburg des Johanniterordens, wobei der Orden aber nur zeitweise seinen Besitz behaupten konnte. Um 1355 legte der Johanniterorden nördlich von Tempelburg die Burg Draheim an. 1407 jedoch eroberten deutsche und polnische Adlige die Burg Draheim und nutzten sie als Basis für Raubzüge, bis 1422 die Bürger der Stadt Dramburg dem ein Ende bereiteten. 1438 schließlich sorgte der Deutsche Orden dafür, dass das Gebiet an Polen kam.

## Polnische Starostei

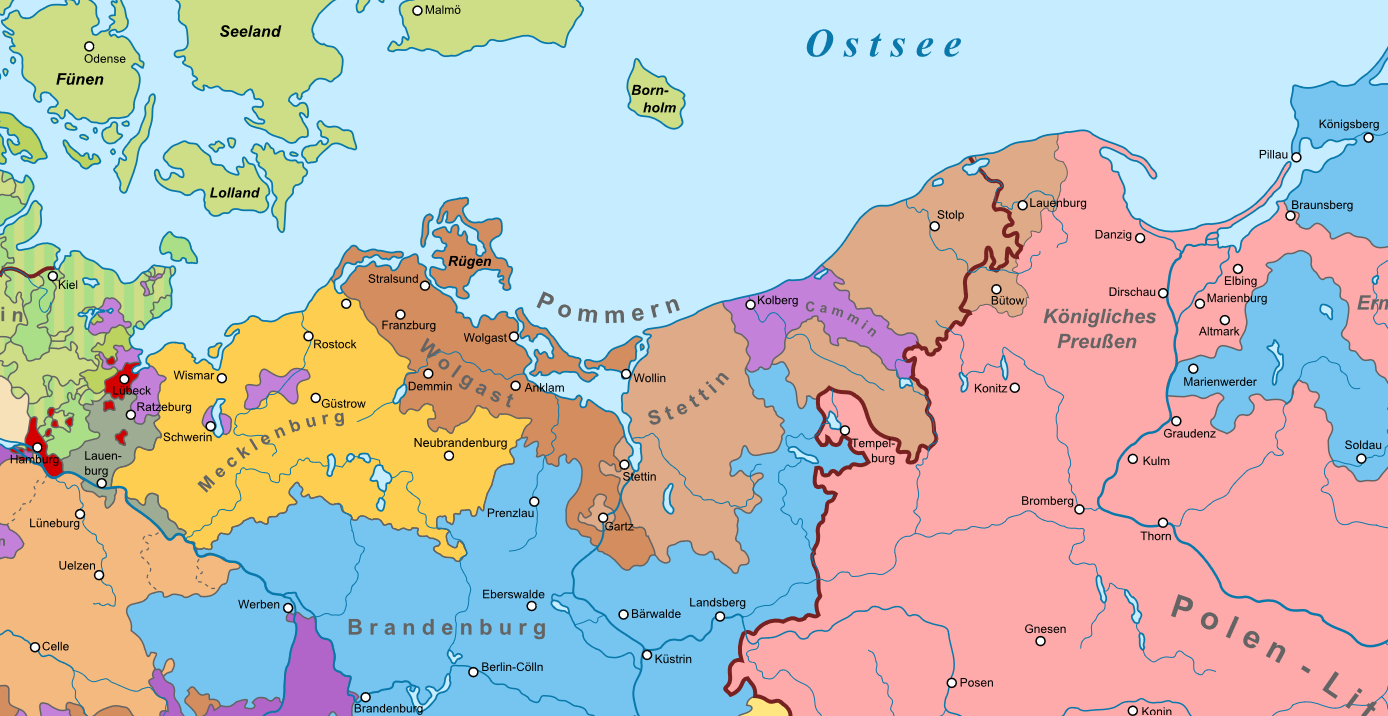
Die Lage der Starostei Draheim in der weiteren Umgebung. In dem weit in das Heilige Römische Reich hineinragenden polnischen Gebiet (rosa Farbe) ist die Stadt „Tempelburg“ eingezeichnet

In Polen bildete das Gebiet die Starostei Draheim. Verwaltet wurde sie von der Burg Draheim aus; der wichtigste Ort war jedoch die Stadt Tempelburg. Daneben bestanden zunächst nur die Dörfer Heinrichsdorf und Neu Wuhrow.
Im 16. Jahrhundert wurde die ländliche Besiedlung der Starostei ausgebaut, wie sich an Einnahmeverzeichnissen („Lustrationen“) aus den Jahren 1565 und 1628/1632 nachvollziehen lässt. In den Jahrzehnten vor 1565 wurden die Siedlungen Flacksee, Klaushagen, Lubow, Rackow, Schwarzsee (später werden Groß Schwarzsee und Klein Schwarzsee unterschieden), Hammer und Schneidemühle gegründet. Im Jahre 1565 lebten in der Starostei, einschließlich der Stadt Tempelburg, etwa 1000 Personen in etwa 200 Haushaltungen. Von 1565 bis 1628/1632 kamen weitere zwölf bzw. dreizehn Dörfer und drei Vorwerke hinzu; die Zahl der Haushaltungen erhöhte sich auf etwa 470. 
Der 1616 eingesetzte Starost Johann Czarnkowski bemühte sich, das Gebiet der Starostei auch gewaltsam zu erweitern. Seine Erwerbungen hatten nur teilweise Bestand. 
Im 16. Jahrhundert bekannten sich die Einwohner der Starostei zum evangelischen Glauben. Doch die anschließende Gegenreformation verschonte auch die Starostei Draheim nicht. Der ganz überwiegende Teil der Einwohner blieb zwar fest im evangelischen Glauben. Doch trat der Starost Johann Czarnkowski zum Katholizismus über, vertrieb 1625 die evangelischen Prediger und übergab die Kirchengebäude der katholischen Kirche.

## Pfandherrschaft Brandenburg-Preußens
In dem 1657 geschlossenen Vertrag von Bromberg verpfändete Polen die Starostei Draheim an Brandenburg-Preußen unter Kurfürst Friedrich Wilhelm. Im Vertrag von Oliva (1660) wurde dies bestätigt. Zur Besitzübernahme kam es jedoch erst 1668, als nach längeren, ergebnislosen Verhandlungen der Kurfürst seinen Kammerrat Hasso Adam von Wedel mit einem Regiment Dragoner in die Starostei sandte. 
Anschließend wurde die Starostei Draheim als Pfandbesitz unmittelbar von Berlin aus verwaltet. Die Starostei war zunächst ein sogenanntes Schatullamt, also Eigenbesitz des Landesherren, das von einem Amtmann verwaltet wurde. Sitz des Amtmanns war bis 1730 die Burg Draheim. Später wurde die Starostei an Domänenpächter verpachtet. 
Da die Starostei Draheim Pfandbesitz war, bestand die Möglichkeit, dass der polnischen König sie einmal einlösen würde. Mit Blick darauf wurde in der Verwaltung der Starostei unterschieden zwischen den Starosteidörfern, die die eigentliche Starostei bildeten, und pommerschen und neumärkischen Örtern, die zwar durch den Starosten verwaltet wurden, die aber als Teil Hinterpommerns oder der Neumark galten.
Im Vertrag von Bromberg hatte sich Brandenburg verpflichtet, die Stellung der katholischen Kirche nicht anzutasten. So wurde die ganz überwiegend evangelische Einwohnerschaft gezwungen, den jeweils in Tempelburg eingesetzten katholischen Geistlichen zu finanzieren. Erst König Friedrich Wilhelm I. von Preußen erlaubte den Bau einer evangelischen Kirche in Tempelburg.

## Integration in Preußen
Mit der Ersten Teilung Polens 1772 endete die Sonderrolle der Starostei Draheim. Sie wurde preußisches Staatsgebiet, was 1773 durch den Warschauer Vertrag festgeschrieben wurde. Das Gebiet der bisherigen Starostei verblieb aber – wie andere Gebiete Preußens auch – außerhalb des Heiligen Römischen Reiches. Die bisherige Starostei wurde zum Amt Draheim. Bei der 1781 erfolgten Neueinrichtung des Amtes Draheim fiel die Unterscheidung zwischen den bisherigen Starosteidörfern und den pommerschen und neumärkischen Örtern weg. Endgültig ging das Gebiet der ehemaligen Starostei erst 1817 in der neuen Verwaltungsgliederung auf, es bildete fortan einen Teil des Kreises Neustettin im Regierungsbezirk Köslin der preußischen Provinz Pommern, der aber außerhalb des Deutschen Bundes blieb und erst 1866 ein Teil des Norddeutschen Bundes geworden ist.